# Senna Miangue
Senna Malik Miangue (Antuérpia, 5 de fevereiro de 1997) é um futebolista belga que atua como zagueiro. Atualmente, joga pelo Cercle Brugge.

## Carreira

### Germinal Beerschot
Após jogar nas categorias de base do Beerschot entre 2011 e 2013. Miangue chegou à Internazionale em 2013.

### Internazionale
Foi relacionado pela primeira vez num jogo da equipe principal em abril de 2016, e sua estreia como atleta profissional foi contra o Palermo, em agosto. Entrou aos 23 minutos do segundo tempo, no lugar de Davide Santon. 2 dias depois, renovou seu contrato por mais 4 anos.

## Seleção
Com passagens pelas equipes de base da Bélgica desde 2012, Miangue estreou pela seleção sub-21 em setembro de 2016, contra Malta, em jogo válido pelas eliminatórias da Eurocopa da categoria.

## Vida pessoal
Filho de um ex-jogador congolês, Miangue recebeu o primeiro nome em homenagem ao piloto brasileiro Ayrton Senna.